# Grundofen
Ein Grundofen ist nach § 2 Nr. 13 der Verordnung über kleine und mittlere Feuerungsanlagen eine „Einzelraumfeuerungsanlage als Wärmespeicherofen aus mineralischen Speichermaterialien, die an Ort und Stelle handwerklich gesetzt werden“.
Vielfach wird auch eine Feuerstätte als Grundofen bezeichnet, welche keinen Feuerrost besitzt, da sie ausschließlich mit Holz befeuert wird.
Die Holzasche sammelt sich auf dem Boden (Grund) des Ofens und bildet ein Bett für die Glut.
In einem gut konstruierten Ofen verbleibt nach dem Abbrand des Holzes wenig Asche, sodass ein Grundofen mit ausreichend großem Feuerraum erst nach 50 oder mehr Feuern gereinigt werden braucht. Dabei wird gebildete Holzkohle vollständig zu Kohlenstoffoxiden und voluminöse Carbonatgerippe in der Asche zu feinem Oxidpulver verbrannt.
Typische Grund- oder Grundbrandöfen sind aus Schamottsteinen und Lehm gemauerte Wärmespeicheröfen, welche den Aufstellraum zu einem möglichst großen Anteil durch die Abgabe von Strahlungswärme beheizen sollten. Im Gegensatz dazu erwärmt ein Luftheizungsofen oder Konvektor den Raum durch einen Warmluftstrom.
Bei dieser Verbrennungstechnik mit ausschließlich indirekter Wärme werden über 80 % Wirkungsgrad erzielt, gegenüber zum Beispiel dem klassischen offenen Kamin, der mit ausschließlich direkter Strahlung nur auf bis 30 % Wirkungsgrad kommt. Heutzutage werden daher geschlossene Kamineinsätze mit einem Wirkungsgrad von ca. 60 % in die offenen Kamine verbaut.
Die höhere Leistung kommt durch eine neue, fast rückstandsfreie Verbrennung von Holz bei sehr hoher Temperatur zustande. Diese de facto rückstandsfreie Verbrennung ermöglicht, dass der Ofen wie nahezu alle frühen Kachelöfen ohne Rost und Aschekasten auskommt. Der Grundofen feuert durch den eigenen (Luft-)Zug bereits optimal für alle Verbrennungsstadien der Holzverbrennung.
Ein Kohlefeuer braucht hingegen den Luftzug von unten, der durch einen Feuerrost ermöglicht wird, da der Verbrennungsvorgang aufgrund des hohen Heizwertes die Zufuhr von mehr Sauerstoff erfordert. Demgegenüber sollte die Glut eines Holzfeuers im Aschehaufen liegen, da sich unter diesen Bedingungen die für eine saubere Verbrennung nötige Verbrennungstemperatur erhält. Beim Verbrennen von Holz auf einem Feuerrost funktioniert der Abbrand, solange Flammen aus dem Holz schlagen. In der Glühphase kühlt jedoch der Luftstrom das Glühgut aus. Dadurch bleibt die Verbrennung von Holz auf einem Feuerrost unvollständig und lässt schädliche Verbrennungsprodukte (Kreosot) entstehen.
Beim Verbrennen von Holz in einem Grundofen ist, wenn die Luftzufuhr gewährleistet ist, nach dem Auflegen der Scheite auf das brennende Anmachholz eine weitere Regelung der Luftzufuhr entbehrlich, weil sie sich durch den Verbrennungsvorgang selbsttätig regelt. Wird der Verbrennungsvorgang durch eine Drosselung der Luftzufuhr behindert, dann ist die Verbrennung nicht vollkommen mit der Folge, dass sich der Wirkungsgrad verschlechtert. Potentiell entstehen bei unvollständiger Verbrennung mehr Schadstoffe.
Bei Grundöfen mit einem Metallmantel ohne Schamottauskleidung, im Gegensatz zu gemauerten Grundöfen, wird die Glut schlechter thermisch isoliert.

## Wirkungsweise und Funktion
Wenn der Ofen als Einzelfeuerstätte die alleinige Wärmequelle darstellt, muss die Nennwärmeleistung des Ofens dem Wärmebedarf der zu beheizenden Räume entsprechen.
Die spezifische Nennwärmeleistung eines Ofens kann überschlägig ermittelt werden, indem die innere Heizfläche (vom Feuerraum und den Rauchgas berührten Flächen) mit 850 W/m² multipliziert wird. Die Berechnung basiert auf der Grundlage für Innenausbau (Feuerraum und Zugsystem) nach den Reichsgrundsätzen der 1930er Jahre und ist heute in dieser Form nur noch bedingt anwendbar.
Der geringe Zahlenwert aus den 1930er Jahren erscheint nur im Zusammenspiel mit einer großen Wärmekapazität (Wärmespeicherfähigkeit) sinnvoll, durch welche die Leistungs-Abgabe über einen langen Zeitraum von vielen Stunden verteilt wird. Zur Abschätzung der Wärmeleistung ist die überschlägige Berechnung aus dem Brennraum-Volumen mit 60–100 kW/m³ allerdings sinnvoller, da die diversen Möglichkeiten der Flächen-Anordnung und entsprechender Summierung für obige Abschätzung meist ein größeres Unsicherheits-Potential enthält.
Ein schwer gebauter Grundofen hat ein sehr träges Wärmeverhalten und erfordert lange Anheizzeiten. Ein fachgerecht gebauter Grundofen braucht meist zwei bis drei Stunden, bevor die Wärme an der Oberfläche spürbar wird. Je träger sich der Ofen verhält, desto länger kann er die Wärme speichern, so dass weniger häufig nachgeheizt werden muss.

## Pflege und Weiterentwicklung des Kulturguts „Grundofen“
Es gibt eine nichtkommerzielle Organisation von Ofenbauern – der Verein Handwerklicher Grundofen e. V., die sich mit dem Grundofen und seiner Zukunft angesichts immer strengerer Emissionsrichtlinien beschäftigt. In einem Kongress am 30. September 2021 wurden Leitlinien für die Weiterentwicklung des Grundofens als „Heizsystem der Zukunft“ erarbeitet.

## Geschichte
Anordnungen unter Pfalzgraf Karl IV. aus dem Jahr 1772 dienten auch der Verhütung eines Brandes im Zusammenhang mit häuslichen Feuerstätten. Nach gleichzeitigen Bauvorschriften durften keine Holzschornsteine mehr errichtet, keine hölzernen Schläuche mehr eingebaut werden, die den Rauch der Feuerstätte zum Kamin zu leiten hatten, wie es auch untersagt wurde, Ofenrohre zum Fenster hinauszuführen.